# Ariostea (equip ciclista)
L'Ariostea (codi UCI: ARI) va ser un equip ciclista italià que va competir entre 1984 i 1993. Dirigida els dos primers anys per Giorgio Vannucci, a partir de 1986 i fins a la desaparició de l'equip fou Giancarlo Ferretti el mànager general. L'equip va comptar entre les seves files a ciclistes com Adriano Baffi, Moreno Argentin, Giorgio Furlan i Rolf Sørensen. Durant els deu anys en què va competir l'equip el patrocinador va ser sempre l'empresa de ceràmica Ariostea, amb seu a Castellarano.

## Principals victòries

### Clàssiques
- Tour de Flandes: 1990 (Moreno Argentin)
- Lieja-Bastogne-Lieja: 1991 (Moreno Argentin)
- Giro de Llombardia: 1993 (Pascal Richard)

### Curses per etapes
- Tirrena-Adriàtica: 1992 (Rolf Sørensen)
- Volta a Suïssa: 1992 (Giorgio Furlan) i 1993 (Marco Saligari)
- Tour de Romandia: 1993 (Pascal Richard)

### Grans voltes
- Giro d'Itàlia
  - 10 participacions: (1984, 1985, 1986, 1987, 1988, 1989, 1990, 1991, 1992, 1993)
  - 15 victòries d'etapa: 
    - 2 el 1986: Sergio Santimaria i Dag-Erik Pedersen
    - 1 el 1988: Stefan Joho
    - 1 el 1989: Stefan Joho
    - 2 el 1990: Adriano Baffi (2)
    - 3 el 1991: Davide Cassani, Massimiliano Lelli (2)
    - 2 el 1992: Giorgio Furlan, Marco Saligari
    - 4 el 1993: Bjarne Riis, Giorgio Furlan, Davide Cassani, Marco Saligari

  - 1 classificació secundària:
    -  Classificació dels joves: Massimiliano Lelli (1991)

- Tour de França
  - 4 participacions: (1990, 1991, 1992, 1993)
  - 7 victòries d'etapa: 
    - 1 el 1990: Moreno Argentin
    - 4 el 1991: contrarellotge per equips, Bruno Cenghialta, Moreno Argentin, Marco Lietti
    - 1 el 1992: Rolf Järmann
    - 1 el 1993: Bjarne Riis

- Volta a Espanya
  - Cap participació

### Campionats nacionals
- Campionat de Dinamarca de ciclisme en ruta: 1
  - ruta: 1992 (Bjarne Riis)
- Campionat de Suïssa de ciclisme en ruta: 1
  - ruta: 1993 (Pascal Richard)